# Gare de Suseo
La gare de Suseo est une gare ferroviaire créée en 2016, origine et destination, du Super Rapid Train (en) (SRT). Elle est située dans l'arrondissement de Gangnam-gu à Séoul en Corée du Sud.
Un passage piéton souterrain permet les correspondances avec la station Suseo, desservie par la ligne 3 et la ligne Suin–Bundang du réseau du métro de Séoul.

## Situation ferroviaire
La gare de Suseo est l'origine de la ligne à grande vitesse de Suseo à Pyeongtaek (en), une nouvelle ligne de grande vitesse longue de 61,1 km, principalement en souterrain, entre les gares de Suseo et Pyeongtaek. Elle est ensuite embranchée sur le réseau des lignes du train à grande vitesse (KTX).

## Histoire
La gare de Suseo et la ligne sont inaugurées le 9 décembre 2016.

## Service des voyageurs

### Accueil
La gare est située en limite sud de Séoul sur un site choisi comme une nouvelle porte d'accès à la capitale.

### Desserte
La gare de Suseo est l'origine et le terminus du Super Rapid Train (en) (SRT) qui dessert notamment les villes de Busan et Mokpo.

Installations et desserte
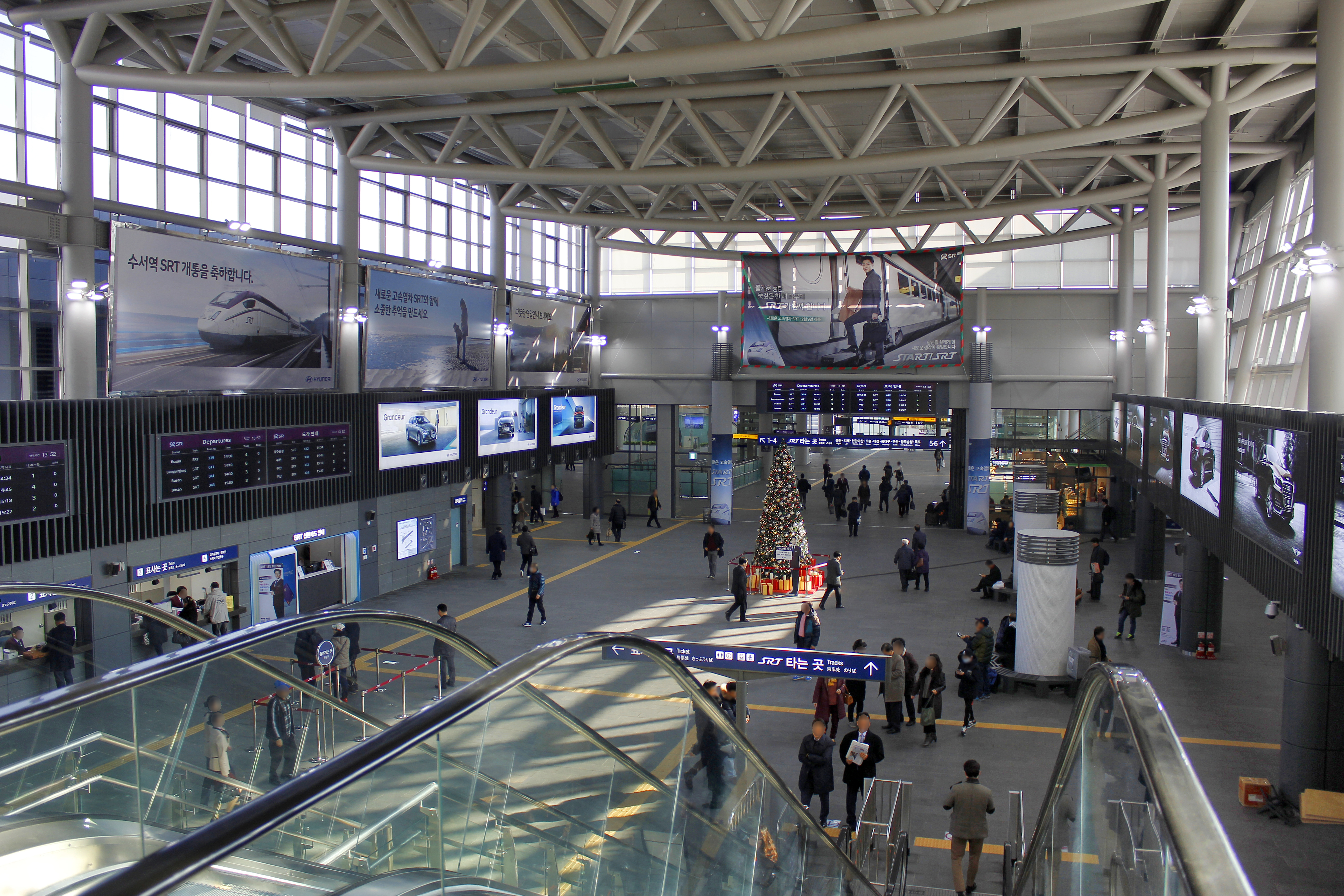
Le hall de la gare, en 2016.
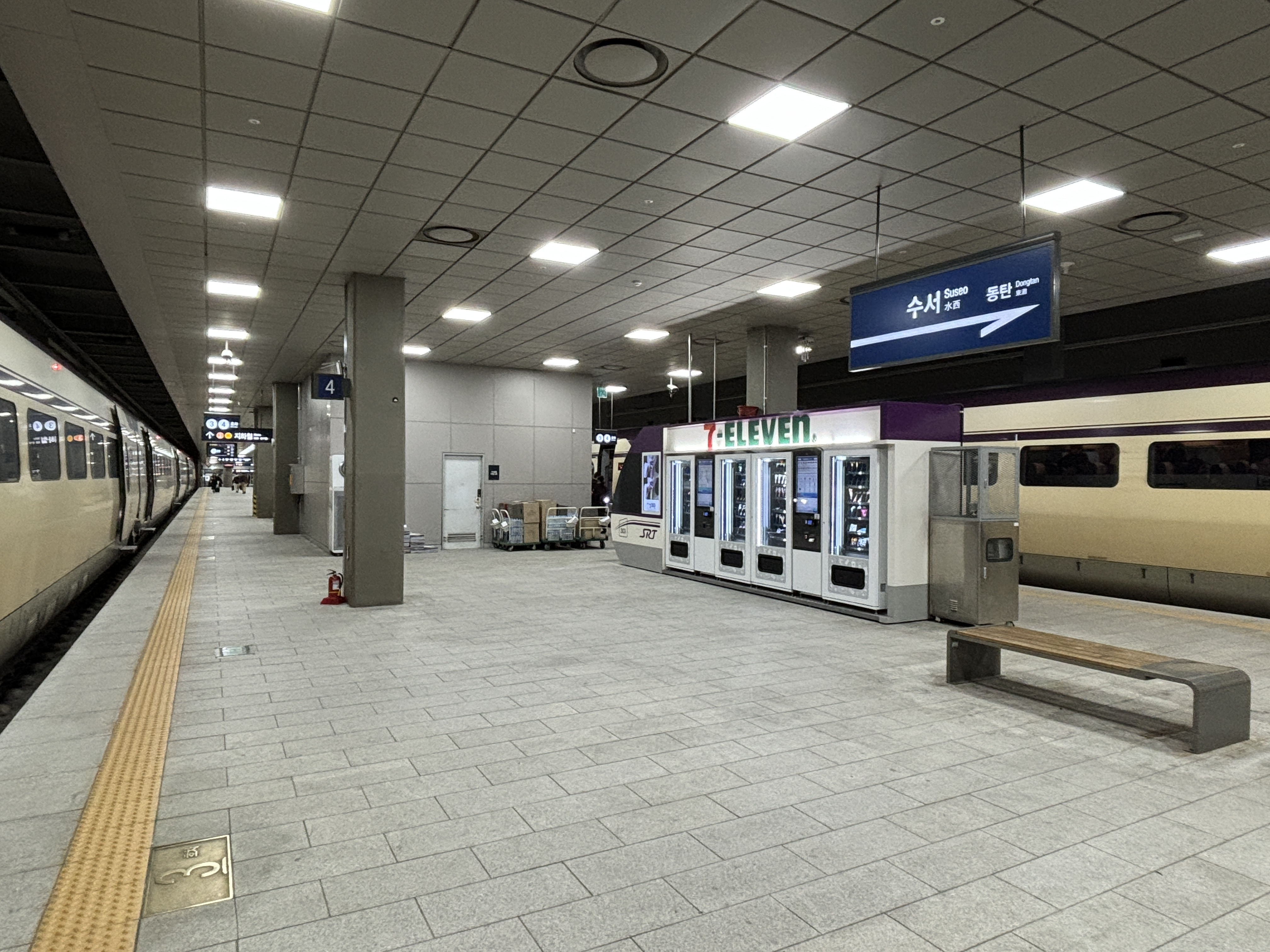
Quais 4,5 de la gare.
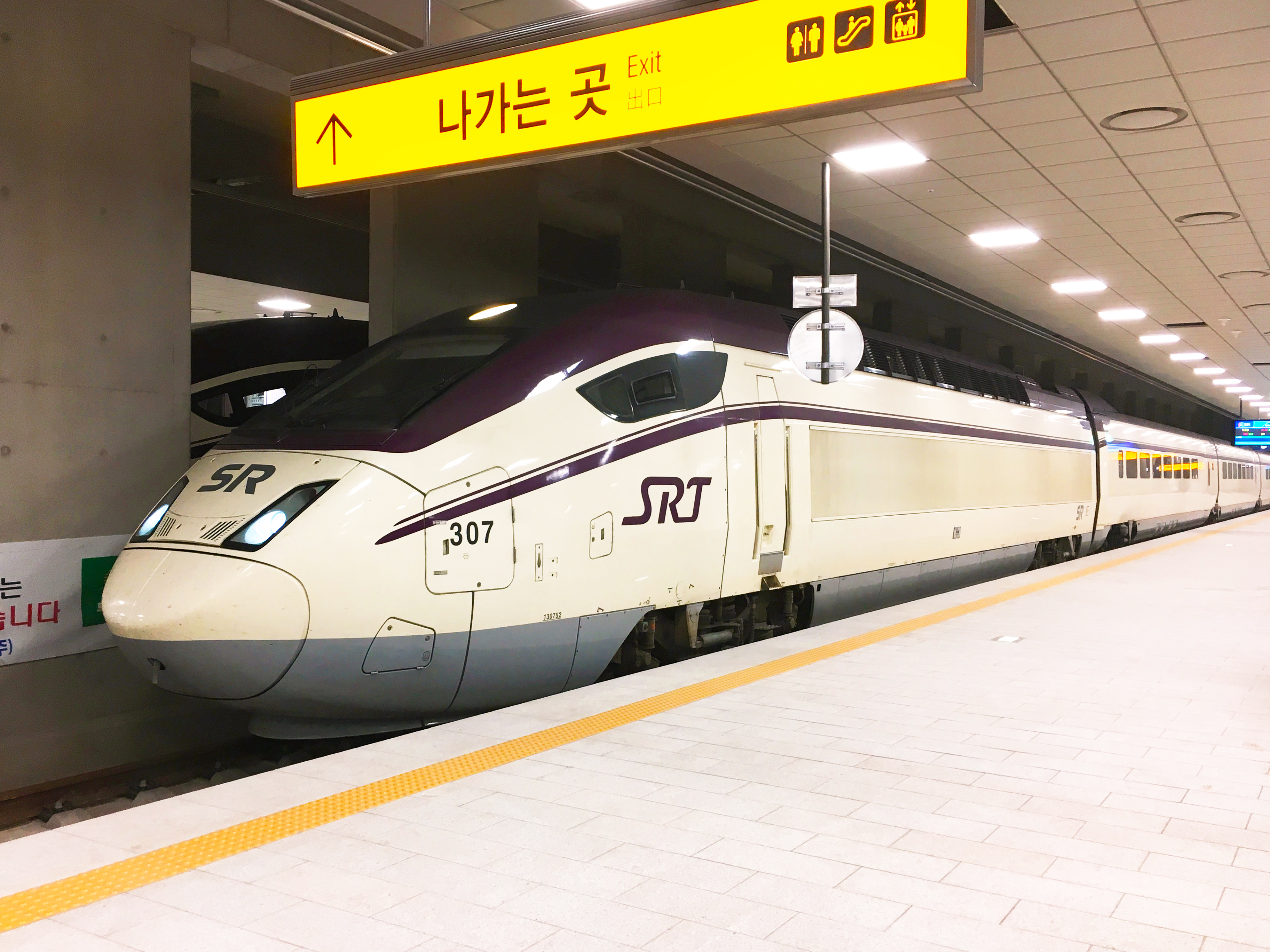
Un train SRT, en 2016.

### Intermodalité
La gare est reliée au centre-ville par la station Suseo du métro de Séoul, reliée par un passage souterrain spécifique, desservie par la ligne 3 et la ligne Suin–Bundang. Elle est également desservie par de nombreuses lignes de Bus et lignes de cars.
Un parking payant pourd les véhicules 250 places, est aménagé à proximité.